# Waldemar Schön
Karl Alexander Waldemar Schön (* 3. August 1904 in Merseburg; † 9. Oktober 1969 in Freising) war ein deutscher Politiker (NSDAP) und Jurist. Im deutsch besetzten Polen war er Organisator des Warschauer Ghettos und damit tief in die NS-Judenverfolgung verstrickt.

## Studium, Berufseinstieg und NS-Betätigung
Schön war der Sohn eines Regierungsoberinspektors.  Nach dem Abitur absolvierte Schön ein Jurastudium, das er 1929 abschloss. Nach dem Rechtsreferendariat war er Gerichtsassessor und war anschließend eigenen Angaben zufolge als „Vertreter von Rechtsanwälten“ beschäftigt.
Am 1. März 1930 trat Schön der SA bei, wo er Ende Januar 1938 zum Standartenführer befördert wurde, und war seit dem 1. April 1930 Mitglied der NSDAP (Mitgliedsnummer 218.825). Ab Oktober 1930 gehörte er auch dem Bund Nationalsozialistischer Deutscher Juristen an. Von 1930 bis 1932 leitete er in Merseburg kommissarisch den NS-Schülerbund. Für die Partei betätigte er sich bei der Ortsgruppe Merseburg zunächst als Zellenobmann und ab Mai 1930 als Schulungsleiter. Ab 1932 wirkte er als Kreisschulungsleiter und nach der Machtergreifung durch die Nationalsozialisten ab Anfang September 1933 als Kreispersonalamtsleiter sowie als Stellvertreter des Kreisleiters. Des Weiteren trat Schön für die NSDAP als Redner auf: Zunächst ab 1930 als Kreisredner, von 1932 bis 1934 als Gauredner und schließlich als Reichsredner.

## Jurist in der Kommunalpolitik
Am 25. September 1933 trat Schön als Assessor in den Dienst der sächsischen Provinzialverwaltung ein, wo ihm die Leitung des Fürsorge-Dezernats übertragen wurde. Ab Mitte Januar 1934 war er bei der Reichsleitung der NSDAP hauptamtlich Geschäftsführer im Hauptamt für Kommunalpolitik und wurde im September 1935 zum Reichsamtsleiter ernannt und Reichsfachredner für Kommunalpolitik. Der Leiter des Hauptamtes für Kommunalpolitik Karl Fiehler entließ Ende 1938 Schön und dessen Kollege Müller aus der Geschäftsführung aufgrund von amtsinternen Differenzen und eigenmächtigen Handelns. Danach war er im Rechtsamt der NSDAP-Reichsleitung tätig. Seinen Wohnsitz hatte er seinerzeit in München.

## Organisator des Warschauer Ghettos
Nach Beginn des Zweiten Weltkrieges wurde Schön ab Mitte Januar 1940 im Distrikt Warschau des sogenannten Generalgouvernements einsetzt. Generalgouverneur Hans Frank und der Distriktsgouverneur Ludwig Fischer waren Schön bereits aus Parteizusammenhängen bekannt. Ab dem 19. Januar 1940 leitete er bei der Distriktsverwaltung in Warschau die Abteilung mit der euphemistischen Bezeichnung „Umsiedlung“. Der Zuständigkeitsbereich dieser Behördenabteilung umfasste „die ethnische Segregation der Einwohner […], insbesondere […] die Vertreibung der Juden aus dem Warschauer Umland in das Warschauer Ghetto“. Neben der Organisation der Verschleppung der jüdischen Bevölkerung aus dem Warschauer Umland in das Warschauer Ghetto bewerkstelligte die Abteilung Umsiedlung auch die Beschlagnahmung deren zurückgelassener Habe. Am 16. November 1940 ließ Schön 3770 Geschäfte jüdischer Inhaber polizeilich versiegeln zwecks Übereignung der Waren. Schön referierte auf einer Arbeitstagung in Warschau am 20. Januar 1941 unter Anwesenheit des Generalgouverneurs Frank über die Geschichte der Entstehung des Warschauer Ghettos. In diesem Zusammenhang bezeichnete er Juden als „Bazillenträger“, woraus er ein „politisch-moralisches Erfordernis“ sah Juden in Ghettos zu isolieren. Des Weiteren führte er aus, dass die Abteilung Umsiedlung im Frühjahr 1940 die „vorbereitenden Arbeiten für die Bildung jüdischer Wohnbezirke im Distrikt Warschau erneut aufgenommen“ und die „Bildung zweier Stadtrandghettos“ präferiert hätte. Aufgrund des Madagaskarplans seien diese Vorbereitungen jedoch vorübergehend eingestellt und erst im August 1940 durch die Gesundheitsabteilung wieder aufgenommen worden. Angaben aus Schöns 25-seitigem Bericht werden im ersten Teil des Stroop-Berichts wiedergegeben.
Im Herbst 1940 richtete Schön die Transferstelle Warschau ein, die den unmittelbaren Geschäftsverkehr von Ariern und Juden unterband.  Die Lebensmitteleinfuhr ins Ghetto sollte an entsprechende Vorauszahlungen von Waren und Devisen seitens des Judenrats gekoppelt werden.
Ab März 1941 leitete er die Abteilung Innere Verwaltung im Warschauer Distriktsamt. Anfang 1943 ließ er sich zur Reichsleitung der NSDAP beurlauben.

## Nach Kriegsende
Nach Kriegsende lebte Schön in Bayern und bestritt seinen Lebensunterhalt ab 1950 als Angestellter beziehungsweise ab 1958 als Anwalt.  Durch die Münchner Staatsanwaltschaft wurde gegen Schön im Zusammenhang des Tatkomplexes Warschauer Ghetto ermittelt, jedoch konnten die Untersuchungen „keinen konkreten Verdacht auf Mord erhärten; Schön wurde allerdings der Falschaussage im Zusammenhang mit den Geschehnissen in Warschau für schuldig befunden, blieb jedoch ansonsten straffrei.“